# 小野川浩幸
小野川 浩幸（おのがわ ひろゆき、1963年8月1日 - ）は、日本の映画音楽家、作曲家、映画プロデューサー。長崎県出身。妻は、女優・監督・プロデューサーの石原理衣。

## 略歴
九州産業大学卒業後、映画音楽の勉強のため渡仏。帰国後、音楽家としての活動を始める。
1994年、小説家・夢野久作の展覧会『夢野久作〜快人Q作ランド〜』で監修を務める石井聰亙（現在は石井岳龍）と出会い、『水の中の八月』以降の『ユメノ銀河』（1997年・オスロ映画祭グランプリ、ソチ映画祭審査員特別賞、ベルリン映画祭パノラマ部門正式招待）『五条霊戦記』『ELECTRIC DRAGON 80000V』『 DEAD END RUN』『KYOSHIN-鏡心-』『アジアの逆襲DVD-BOX ver.』まで全ての音楽を担当する。
そのほか、2002年日本テレビ系列『私立探偵濱マイク』第8話「時よとまれ、君は美しい」（監督/石井聰亙）の音楽を担当。その他2007年TBS系ドラマ『きらきら研修医』の音楽を担当する。
2014年に西原孝至監督作品『スターティング・オーバー』（第27回東京国際映画祭ジャパンスプラッシュ部門入選）では音楽とプロデューサーを担当。2015年に『さようなら』（監督：深田晃司、第27回東京国際映画祭メインコンペディション入選、マドリッド国際映画祭ディアス・デ・シネ最優秀作品賞受賞）を制作し、プロデューサー及び録音、効果音、MIX、音楽、映画に関わる全ての音を手がける。
2016年、深田晃司監督作品『淵に立つ』（第69回カンヌ国際映画祭「ある視点」部門審査員賞受賞、第41回トロント国際映画祭スペシャル・プレゼンテーション部門に特別招待）、2019年、『よこがお』  (監督：深田晃司、ロカルノ国際映画祭インターナショナル・コンペ ティション部門、トロント国際映画祭)では音楽を担当。
2022年、妻の石原理衣と共に初監督をした短編映画『寓〜Flashback Before Death〜』が米国アカデミー賞公認、スペインのシッチェス映画祭で最優秀短編賞を受賞、また、2023年イタリアのファンタフェスティバル(旧:ローマ国際ファンタス ティック映画際)でも最優秀短編作品賞し、大きな映画祭や海外メディアで話題になる。

## 作品

### 長編映画
- 水の中の八月（1995年、監督：石井岳龍）- 音楽
- ユメノ銀河（1997年、監督：石井岳龍）- 音楽
- 五条霊戦記 GOJOE（2000年、監督：石井岳龍）- 音楽
- ELECTRIC DRAGON 80000V（2001年、監督：石井岳龍）- 音楽
- 人間の屑（2001年、監督：中島竹彦）- 音楽
- DEAD END RUN（2002年、監督：石井岳龍）- 音楽
- 渇いた花〜four by four equal one（2004年、監督：永瀬正敏）- 音楽
- KYOSHIN-鏡心-（2005年、監督：石井岳龍）- 音楽
- アジアの逆襲DVD-BOX ver.（2009年、監督：石井岳龍）- 音楽
- 童貞放浪記（2009年、監督：小沼雄一）- 音楽
- セーラー服黙示録（2011年、監督：ジョン・ケアンズ）- 音楽
- さよならドビュッシー（2012年、監督：利重剛）- 音楽
- PRIVATE ISLAND（2013年、監督：ハン・サンヒ）- 音楽
- 灰色の烏（2014年、監督：清水艶）- 音楽
- パラノイア（2014年、監督：丹野雅仁）- 音楽
- スターティング・オーバー（2014年、監督：西原孝至）- プロデューサー・音楽
- もうしません！（2014年、監督：伊野瀬優）- 音楽
- さようなら（2015年、監督：深田晃司）- プロデューサー・音楽
- 黒い暴動❤︎（2016年、監督：宇賀那健一）- プロデューサー・音楽
- 淵に立つ（2016年、監督：深田晃司）- 音楽
- ダブルミンツ（2017年、監督：内田英治）- 音楽
- 獣道（2017年、監督：内田英治）- 音楽
- サラバ静寂（2018年、監督：宇賀那健一）- プロデューサー・音楽
- 海を駆ける（2018年、監督：深田晃司）- 音楽
- ソローキンの見た桜（2019年、監督：井上雅貴）- 音楽
- ある町の高い煙突（2019年、監督：松村克弥) - 音楽
- 魔法少年☆ワイルドバージン（2019年、監督：宇賀那健一）- プロデューサー・音楽
- よこがお（2019年、監督：深田晃司）- 音楽
- 佐々木、イン、マイマイン（2020年、監督：内山拓也）- 音楽
- 異物 -完全版-（2022年、監督：宇賀那健一） - 音楽